# Alchemilla appressipila
Alchemilla appressipila es una especie de planta del género Alchemilla, perteneciente a la familia Rosaceae.

## Taxonomía
Alchemilla appressipila fue descrita por Juz. en 1932.

## Distribución
Se encuentra en el territorio del Krai de Altái, República de Altái y el Krai de Krasnoyarsk.